# Aedes palawanicus
Aedes palawanicus är en tvåvingeart som beskrevs av Mattlingly 1958. Aedes palawanicus ingår i släktet Aedes och familjen stickmyggor.
Artens utbredningsområde är Filippinerna. Inga underarter finns listade i Catalogue of Life.